# Hibbertia polyclada
Hibbertia polyclada är en tvåhjärtbladig växtart som beskrevs av Friedrich Ludwig Diels. Hibbertia polyclada ingår i släktet Hibbertia och familjen Dilleniaceae. Inga underarter finns listade i Catalogue of Life.